# Drepanocladus berggrenii
Drepanocladus berggrenii là một loài rêu trong họ Amblystegiaceae. Loài này được C.E.O. Jensen G. Roth mô tả khoa học đầu tiên năm 1908.